# Coração Discípulo
Coração Discípulo é o vigésimo primeiro álbum do cantor Sérgio Lopes, lançado em novembro de 2014.
Em janeiro de 2014, o cantor havia anunciado em seu blog oficial que este lançamento seria feito de forma independente devido ao fato de que a gravadora Line Records, da qual o mesmo integrava o cast, pretendia fechar as portas e repassar todo seu cast para a MC Editora, de Mauro Macedo.
Entretanto, em setembro do mesmo ano, Sérgio muda de ideia quanto ao lançamento independente e opta por assinar contrato com a gravadora Sony Music.
A capa e o conceito de Coração Discípulo foram desenvolvidos pela Agência Excellence, administrada pelo cantor e web design David Cerqueira (filho da cantora Denise Cerqueira). A produção do álbum ficou na direção de Vagner Santos, que também já havia produzido outros trabalhos do cantor como Apocalipse, Lentilhas e O Amor de Deus.

## Faixas
Todas as músicas por Sérgio Lopes
1. Quem Sabe Amar - 04:21
2. Que Amor é Esse? - 03:56
3. O Amor - 04:46
4. Última Esperança - 03:40
5. O Amor Vencerá - 03:47
6. Sonhos do Bem - 04:10
7. Deus de Israel - 03:31
8. Coração Discípulo - 04:12
9. Não Vacilarei - 03:53
10. Nada a Perder [9]. - 04:07